# Партия на гражданските права
Партията на гражданските права (на чешки: Strana Práv Občanů), бивша партия на гражданските права – Земановци е политическа партия в Чехия, основана през октомври 2009 г. от Милош Земан, бивш министър-председател и бивш лидер на Чешката социалдемократическа партия. Земан е избран в първото популярно гласуване на президента на Чешката република през януари 2013 г. През пролетта на 2014 г. сенаторът Ян Велеба, избран за независим кандидат през 2012 г., се присъединява към Партията на гражданските права и става негов председател. На изборите в Сената през октомври 2014 г. Франъшек Чуба, скандален „бизнесмен“ от комунистическата епоха, бива избран за втори сенатор на партията.